# Ордино
Ордино (кат. Ordino) је град у Андори.

## Географија
Ордино је град који се налази у истоименој жупи. Налази се у централном делу Андоре. Налази се на великој надморској висини, окружена високим планинама. Град према подацима из 2005. има 2.710 становника.

## Туризам
Град поседује скијалишта која се налазе на 2.625 m надморске висине. Прва скијалишта су отворена 1983. године.
У Ордину се сваког октобра од 1983. одржава фестивал класичне музике. Фестивал је започео покојни шпански гитариста Нарцисо Јепес.

## Галерија
- Ордино
- Центар града
- Хотел
- Део града